# 上海半岛酒店
上海半岛酒店是位於中国上海市中山东一路32号的一家酒店，也是半岛酒店集团旗下的豪华酒店以及香港上海大酒店集团在中国大陆的第二家酒店。2015年被Travel + Leisure评为全球第八大酒店。 

## 历史
上海半岛酒店于2009年10月18日开业。落成時是外灘地區近60年來唯一的新建築。樓高15層，內有米其林星级餐厅。